# Epistictina
Epistictina — род жуков из семейства листоедов. Род широко распространен в Юго-Восточной Азии.

## Перечень видов
- Epistictina fulvonigra (Maulik, 1913)
- Epistictina perplexa (Baly, 1863)
- Epistictina reicheana Takizawa, 1985
- Epistictina viridimaculata Gressitt and Kimoto, 1963typus[1]
- Epistictina weisei (Spaeth, 1914)